# دمیدن مذاب

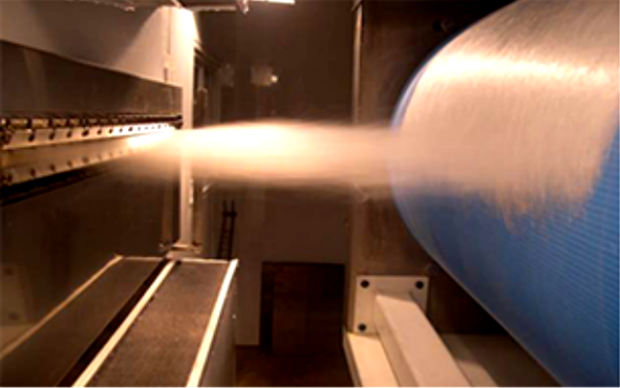
فرایند مذاب دمشی

دمیدن مذاب یک روش مرسوم ساخت الیاف در ابعاد میکرو و نانو است که در آن مذاب پلیمری از طریق نازل‌های کوچک احاطه شده توسط گاز دمنده با سرعت بالا اکسترود می‌شود. در این روش مذاب پلمیرهای ترموپلاستیک در نازل‌ها قرار داده می‌شود و پلیمر مذاب به نوک اکسترودر می‌رسد و در انحا به کمک جریان گاز به سمت صفحه ای که در مقابل نازل قرار دارد به صورت رندوم پرتاب می‌شود. الیافی که به‌ طور تصادفی بر صفحه مورد نظر رسوب داده شده‌اند یک محصول ورق نبافته را تشکیل می‌دهند. این محصولات به دلیل تخلخلی که ناشی از روش تولید مذاب دمشی است برای فیلتراسیون، جاذب‌ها، پوشاک و سیستم‌های دارو رسانی قابل استفاده است. مزایای قابل توجه روش مذاب دمشی، سادگی، بهره‌وری ویژه بالا و عملکرد بدون حلال ویژه است. دانشمندان با انتخاب ترکیب مناسبی از پلیمرها با خواص رئولوژیکی و سطحی بهینه، موفق به تولید الیاف ذوب شده با قطر متوسط ۳۶ نانومتر شدند.

## تاریخچه
نخستین تحقیقات در زمینه روش تولید مذاب دمشی در ایلات متحده انجام شد. زمانی که در یک سفر دریایی برای تولید مواد تصفیه برای اندازه‌گیری تشعشعات در هواپیماهای بدون سر نشین در دهه ۱۹۵۰ فعالیت‌های ویژه ای انجام می‌شد. بعدها شرکت اکسون نخستین فرایند صنعتی را برمبنی این روش تولید با سطح توان بالا توسعه داد. چین به عنوان بزرگ‌ترین تولیدکننده پارچه‌های بی بافت دنیا از روش تولید مذاب دمشی برای برای تولیدات خود استفاده می‌کند. چین به تنهایی ۴۰ درصد کل تولیدات پارچه بی بافت دنیا را در اختیار دارد.

## پلیمرهای مورد استفاده در روش مذاب دمشی
پلیمرهای با رفتار ترموپلاستیک برای روش مذاب دمشی قابل استفاده هستند. ترموپلاستیک یاگرماپلاستیک، یک ماده پلیمری پلاستیکی است که در یک درجه حرارت خاص و مشخص، شکل‌پذیر و منعطف می‌شود و پس از سرد شدن، جامد می‌شود. ترموپلاستیک‌ها غالباً دارای جرم مولکولی بالایی هستند. زنجیره‌های پلیمری با نیروهای بین مولکولی به یکدیگر متصل می‌شوند، که با افزایش دما به سرعت ضعیف شده و یک مایع چسبناک تولید می‌کنند. در این حالت، از این مذاب پلیمری به منظور تولید قطعات پلیمری با روش‌های مختلف پردازش پلیمراستفاده می‌شود.
انواع پلیمرهای اصلی که معمولاً با دمیدن مذاب پردازش می‌شوند:
- پلی‌پروپیلن :فرمول شیمیایی پلی پروپیلن –[CH2-CH(CH3)]n– می‌باشد. پلی‌پروپیلن یکی از پرمصرف‌ترین و اساسی‌ترین پلیمرهای مورد استفاده در دنیا و بزرگ‌ترین مصرف‌کننده پروپیلن می‌باشد. پلی‌پروپیلن از پلیمریزاسیون پروپیلن در شرایط دما و فشار نسبتاً ملایم و در حضور کاتالیست انجام می‌شود. وجود این کاتالیزور، پلیمری به صورت ایزوتاکتیک را تشکیل می‌دهد که قادر به متبلور شدن تا حدود ۹۰ درصد می‌باشد. مولکول پروپیلن دارای ساختار شیمیایی نامتقارن می‌باشد. پلی‌پروپیلن یک پلیمر ترموپلاسیک می‌باشد که در یک بازه گسترده از کاربردها شامل فیلم و ورق، قالب‌گیری دمشی، قالب‌گیری تزریقی، بسته‌بندی غذایی، نساجی، تجهیزات آزمایشگاهی و پزشکی، لوله، کاربردهای صنعتی و ساختمانی و اجزاء خودرو مورد استفاده قرار می‌گیرد. علاوه بر این، پلیمر تولیدشده از تک‌پار پروپیلن به‌طور معمول در برابر حلال‌های شیمیایی، بازها و اسیدها مقاوم می‌باشد.
- پلی‌استایرن: فرمول شیمیایی پلی استایرن (n(C8H۸ است. پلی استایرن یک پلیمر مصنوعی معطر از مونومر استایرن (یک ماده پتروشیمی) می‌باشد که به سه نوع معمولی، مقاوم و انبساطی وجود دارد. از نظر شیمیایی، پلی استیرن یک هیدروکربن طویل زنجیر است که در آن مراکز متغیر کربنی به گروه‌های فنیل متصلند. این ماده حاوی عناصر شیمیایی کربنی و هیدروژن است. پلی استایرین معمولاً دارای خواص نظیر مقاومت خوب در برابر حرارت، قدرت ضربه پذیری مناسب و استحکام است در خصوص استفاده از پلی استایرن در روش تولید مذاب دمشی باید به سیالت خوب پلی استایرن توجه داشت. این ماده دارای سیالیت خوبی در هنگام فرایند است که شرایط را برای روش مذاب دمشی مناسب می‌کند زیرا این روش بر مبنای پرتاب مذاب پلیمر بر صفحه مقابل خود انجام می‌شود لذا ویژگی سیالیت مناسب برای این روش تولید الزامی ست.
- پلی‌استر: گونه‌ای از پلیمرها است که دارای گروهای استر می‌باشند. با توجه به ساختار، پلی‌استرهای ممکن است ترموپلاستیک یا ترموست باشند ولی بیشتر پلی‌استرها ترموپلاستیک می‌باشندو دراثر حرارت تغییر حالت می‌دهد درحالی‌که در دمای بالا مشتعل می‌شود. ویژگی ترموپلاستیک مطابق با خواسته روش مذاب دمشی است. از دیگر ویژگی‌های پلی استر می‌توان به نیروی پارگی بسیار زیاد، الاستیسیتهٔ خوب، مقاومت سایشی، ثبات بسیار خوب نوری و مقاومت بالا در برابر اسیدهای معدنی و آلی اشاره کرد.
- پلی‌اورتان: به دسته‌ای از مواد شیمیایی گفته می‌شود که از واکنش پلی ال‌ها و ایزوسیانات‌ها به‌عنوان مواد اصلی تشکیل دهنده ساخته می‌شوند. پلی‌اورتان‌ها به شکل‌های مختلف از جمله فوم‌های نرم، فوم‌های سخت؛ الاستومرها، ترموپلاستیک الاستومرها، رزین، رنگ، پوشش و… در دنیا کاربرد دارند. این پلیمر نیز به علت ترموپلاستیک بودن در روش مذاب دمشی کاربرد دارد.
- پلی آمید: یک پلیمر با تکرار واحدهای آمیدی است. پلی آمید هم به صورت طبیعی و هم به صورت مصنوعی ساخته می‌شود. نمونه‌هایی از پلی آمید طبیعی، پروتئین‌ها (پشم و ابریشم) هستند. پلی آمید مصنوعی می‌تواند از طریق پلیمریزاسیون مرحله رشد یا سنتز فاز جامد مواد مانند نایلون، آرامیدها و پلی سدیم (آسپارتات) ساخته شود. پلی آمید مصنوعی به علت دوام بالا و قدرت خود استفاده می‌شود. در روش مذاب دمشی از پلی آمید مصنوعی و عمدتاً از نایلون استفاده می‌شود.
- پلی‌اتیلن‌ها: این مواد از خانواده‌ای از ترموپلاستیک‌ها هستند که ویژگی اصلی مورد استفاده در روش مذاب دمشی است. این پلیمر از طریق پلیمریزاسیون گاز اتیلن (C2H4) به‌دست می‌آیند. از طریق کاتالیست و روش پلیمریزاسیون این ماده می‌توان خواص مختلفی همچون چگالی، شاخص جریان مذاب، بلورینگی، شاخه‌ها و شبکه‌ای شدن، وزن مولکولی و توزیع وزن مولکولی را در آن‌ها کنترل کرد. مهم‌ترین ویژگی‌های ذاتی پلی اتیلن‌ها چگالی، نمایهٔ مذاب و توزیع وزن مولکولی است. کاربردی‌ترین نشانهٔ ارتباط دهندهٔ ویژگی‌های پلی اتیلن به روش تولید مذاب دمشی، نمایهٔ مذاب یا شاخص جریان مذاب است که مرتبط با سیالیت پلی اتیلن می‌باشد که شاخص مهمی در استفاده از این ماده در روش مذاب دمشی می‌باشد.
- پلی کربنات: از خانواده پلیمرهای ترموپلاستیک است؛ و به گستردگی در زمینه‌های قالب سازی و تغییرات حرارتی کاربرد دارد. این نوع پلاستیک‌ها به گستردگی در صنایع شیمیایی نوین کاربرد دارند. ویژگی‌های حرارتی ویژه از جمله ترموپلاستیک بودن پلی کربنات، استفاده از این ماده را در روش مذاب دمشی را محتمل کرده‌است.

## کاربردها

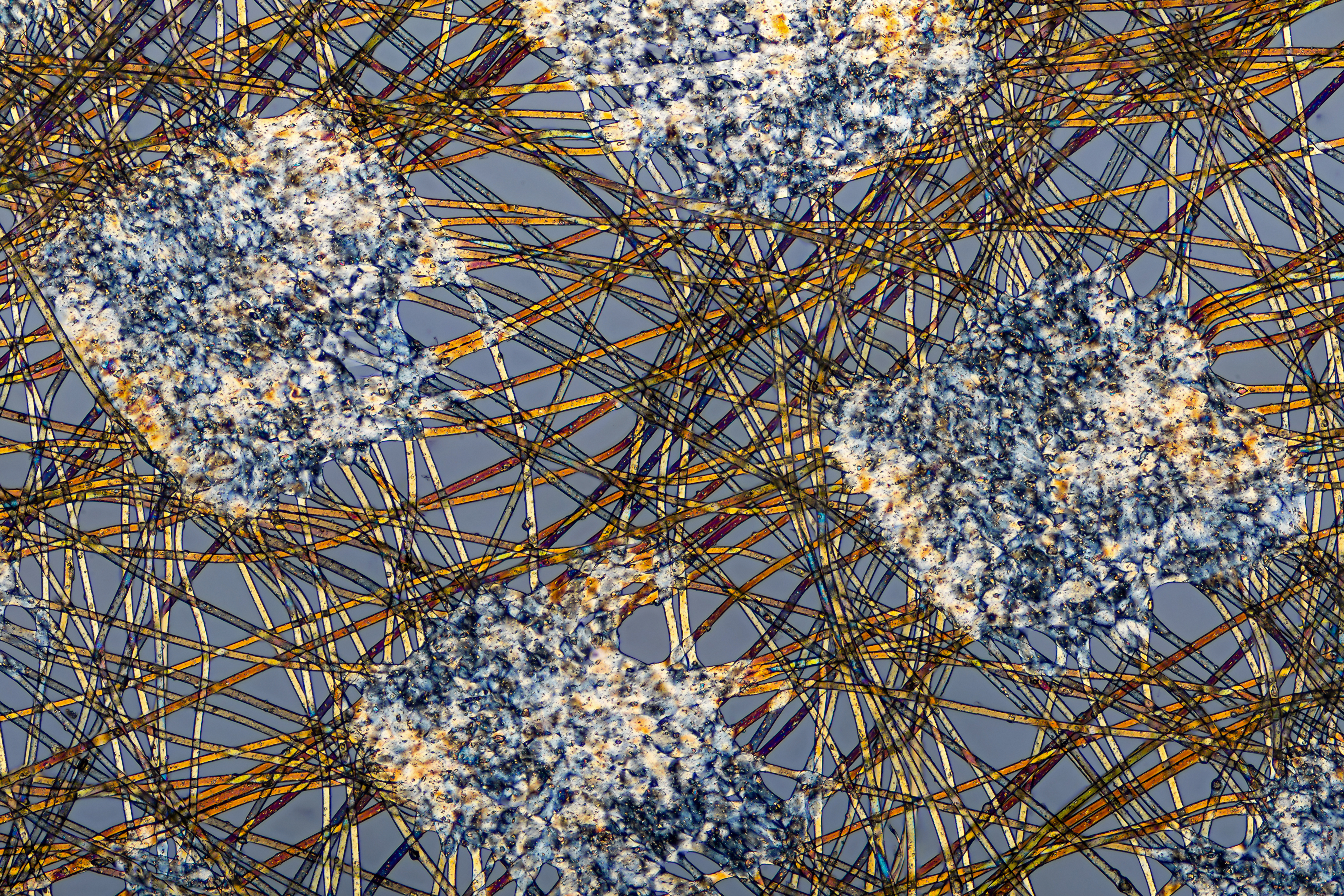
تصویر میکروسکوپی از لایه بیرونی یک ماسک جراحی، ساخته شده از رشته‌های پلیمری با استفاده از روش مذاب دمشی.

در ادمه به بررسی کاربردهای عمده روش تولید مذاب دمشی پرداخته می‌شود

### فیلتراسیون
فیلتراسیون یک فرایند مکانیکی است که طی آن مواد معلق جامد از سیال (مایع یا گاز) جداسازی می‌شوند. اساس جداسازی در این روش اختلاف در اندازه ذرات جامد و سیال و استفاده از نیروی خارجی برای عبور مواد از یک غشاء نیمه تراوا است. روش‌ها و دستگاه‌های بسیاری در صنایع مختلف و با ویژگی‌های خاص برای مواد کاربرد مختلف وجود دارد. پارچه‌های نبافته که محصول روش مذاب دمشی ست، متخلخل هستند. در نتیجه می‌توانند مایعات و گازها را فیلتر کنند. کاربردهای آنها شامل تصفیه آب، ماسک و فیلترهای تهویه مطبوع است. در طول همه‌گیری کووید-۱۹، استفاده از پارچه‌های نبافته و متعاقباً روش تولید مذاب دمشی بسیار مورد توجه قرار گرفته شد به طوری که قیمت مذاب دمشی از چند هزار دلار در هر تن به حدود ۱۰۰ هزار دلار در هر تن رسید.

فیلتراسیون

### جاذب‌ها
جاذب‌ها موادی هستند که توانایی جذب مایعات و گاز هارا دارند. مواد نبافته که با استفاده از روش مذاب دمشی تولید می‌شوند می‌توانند مایعات را چندین برابر وزن خود نگه دارند؛ بنابراین، مواد نبافته حاصل از روش مذاب دمشی به ویژه محصولات ساخته شده از پلی پروپیلن برای جمع‌آوری آلودگی روغن ایده‌آل هستند.

### محصولات بهداشتی
باتوجه به ویژگی جذب بالای پارچه‌های متخلخل حاصل از روش مذاب دمشی، از این پارچه‌ها با جذب بالا در پوشک‌های یکبار مصرف مورد و نیز دستمال‌ها استفاده قرار می‌گیرد.

### پوشاک
پارچه‌هایی که با روش مذاب دمشی تولید می‌شوند دارای سه ویژگی هستند که استفاده از آن هارا در در پوشاک به ویژه در محیط‌های خشن و پرخطر توجیه پذیر می‌کند. ویژگی‌های مورد نظر عبارت اند از:
1. عایق حرارتی
2. مقاومت نسبی در برابر رطوبت
3. قابلیت تنفس.

### تحویل دارو
باتوجه به ساختار متخلخل محصولات تولید شده به روش مذاب دمشی می‌توان از این محصولات برای تولید الیاف حاوی دارو را برای تحویل کنترل شده دارو استفاده کرد.
نرخ توان بالای دارو (تغذیه اکستروژن)، عملکرد بدون حلال و افزایش سطح محصول، دمیدن مذاب را به یک تکنیک فرمولاسیون جدید امیدوارکننده تبدیل کرده‌است.